# Lauenhain (Mittweida)
Lauenhain ist ein Ortsteil der Großen Kreisstadt Mittweida im sächsischen Landkreis Mittelsachsen. Er wurde 1994 mit Tanneberg zur Gemeinde Lauenhain-Tanneberg zusammengeschlossen und 1999 in die Stadt Mittweida eingemeindet.

## Geografie

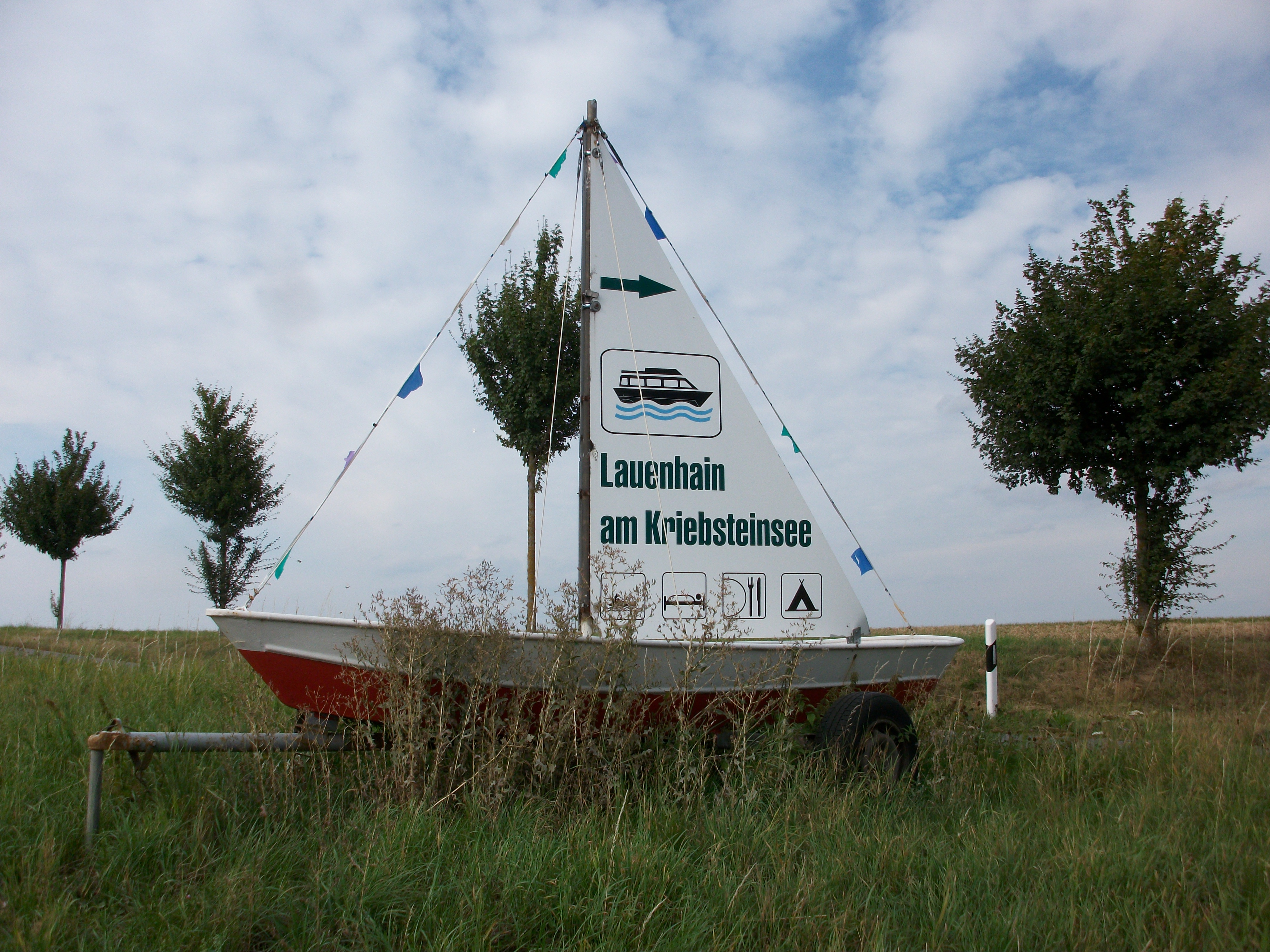
Lauenhain, Boot mit Werbung für Talsperre Kriebstein

Lauenhain liegt nördlich von Mittweida im Mittelsächsischen Hügelland westlich der zur Talsperre Kriebstein aufgestauten Zschopau. Zur Zschopau hin fällt das Gelände ziemlich steil ab. Dort befindet sich die Anlegestelle für Ausflugsschiffe auf der Talsperre Kriebstein sowie mehrere Einrichtungen der Gastronomie und des Wassersports.

### Nachbarorte
| Erlau | Tanneberg                                   | Falkenhain |
| Erlau | Kompassrose, die auf Nachbargemeinden zeigt | Ringethal  |
|       | Mittweida                                   | Rößgen     |

## Geschichte

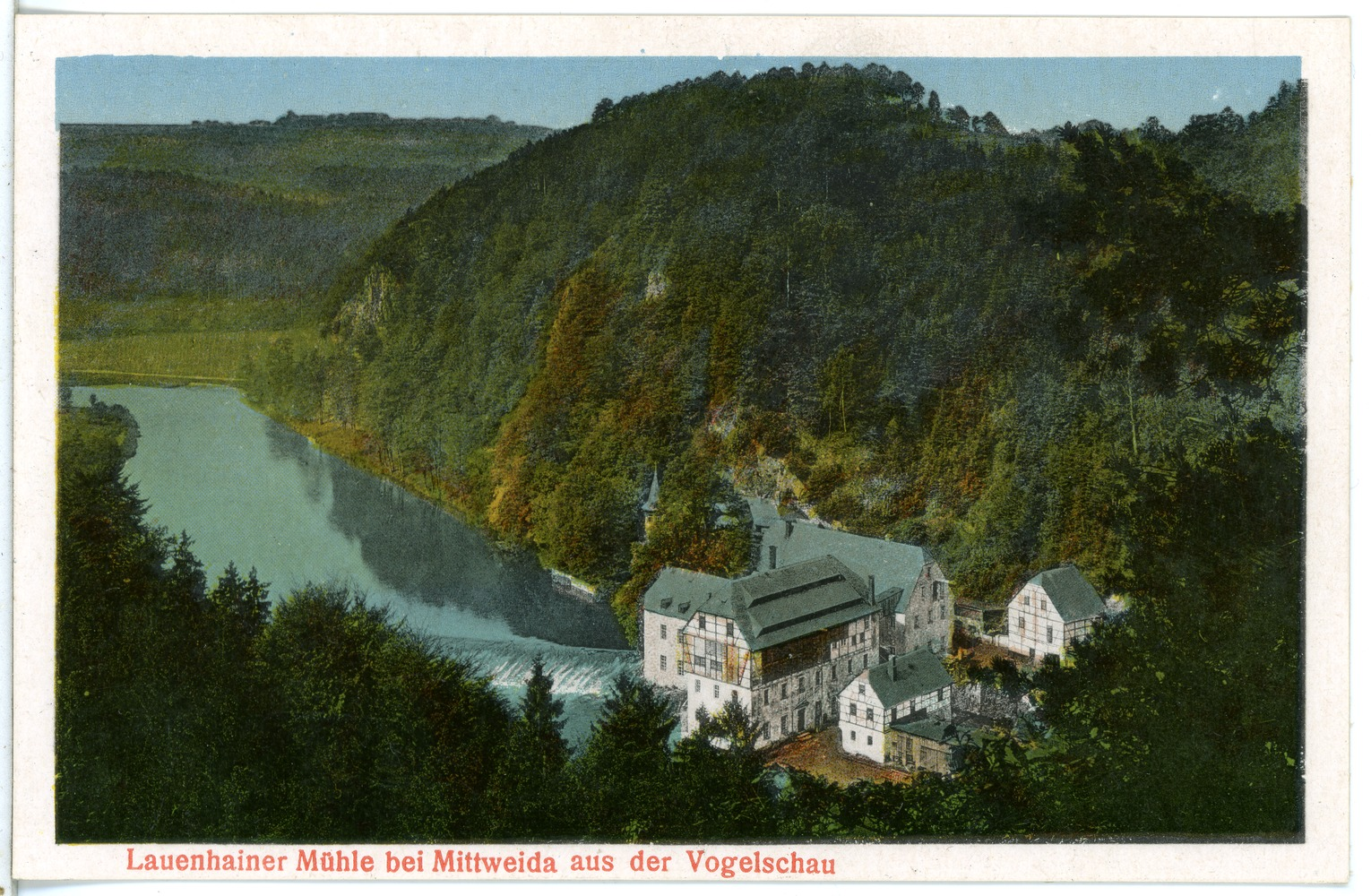
Lauenhainer Mühle 1923

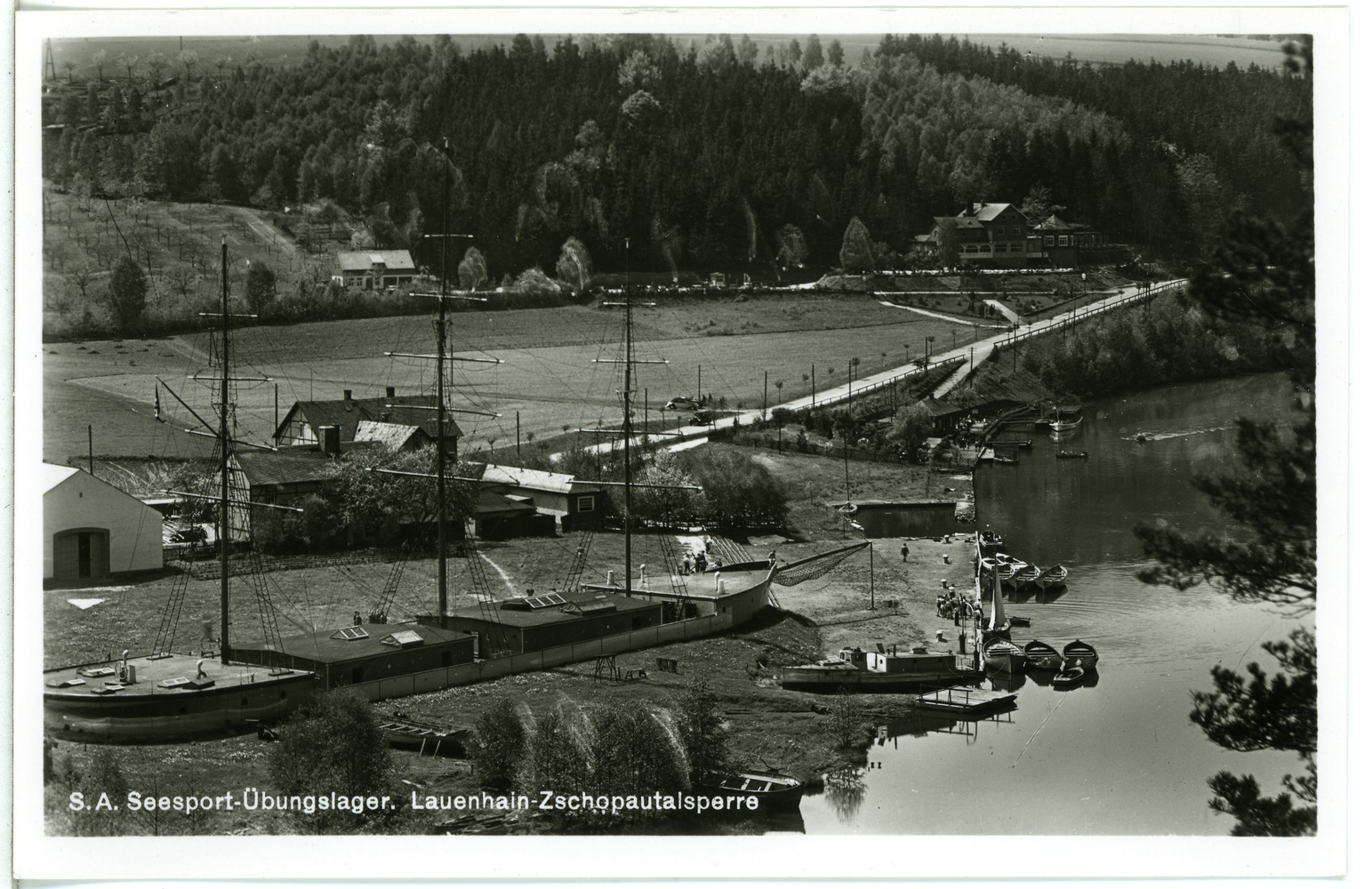
Schulungsschiff (1938)

In einer Urkunde vom 18. Mai 1293 wurden die Mühle zu Lewinhayn und „dy Lewinheynische Bach“ erwähnt. Das ist die erste urkundliche Erwähnung des Waldhufendorfes Lauenhain. Zu dieser Zeit gehörte der Ort bereits als Exklave zum Grundbesitz des Klosters Altzella. Dies änderte sich erst nach der Säkularisation und Auflösung des Klosters im Jahr 1540. Vier Jahre später kam Lauenhain als Exklave an das neu gebildete kurfürstlich-sächsische Amt Nossen. Lauenhain war vom Amt Rochlitz und Exklaven anderer Ämter umgeben. 1836 wurde der Ort dem Amt Frankenberg-Sachsenburg unterstellt. Bei den im 19. Jahrhundert im Königreich Sachsen durchgeführten Verwaltungsreformen wurden die Ämter aufgelöst. Dadurch kam Lauenhain im Jahr 1856 unter die Verwaltung des Gerichtsamts Mittweida. 1875 wurde der Ort der Verwaltung der Amtshauptmannschaft Rochlitz unterstellt. Mit dem Bau der Talsperre Kriebstein in den Jahren 1927 bis 1929 wurde die Lauenhainer Mühle im Tal der Zschopau abgerissen. Heute befinden sich am Lauenhainer Ufer der Talsperre neben dem Schiffsanleger mehrere Einrichtungen der Gastronomie und des Wassersports.
Durch die zweite Kreisreform in der DDR kam Lauenhain im Jahr 1952 zum Kreis Hainichen im Bezirk Chemnitz (1953 in Bezirk Karl-Marx-Stadt umbenannt), der ab 1990 als sächsischer Landkreis Hainichen fortgeführt wurde. ei der 1994 erfolgten Verwaltungsreform wurde der Ort mit dem benachbarten Tanneberg zur Gemeinde Lauenhain-Tanneberg zusammengeschlossen und dem neu gebildeten Landkreis Mittweida zugeordnet. Am 1. Januar 1999 erfolgte die freiwillige Eingemeindung der Gemeinde Lauenhain-Tanneberg in die Stadt Mittweida. Aufgrund der Hauptsatzung der Stadt Mittweida von 1994 erhielten die nunmehrigen Ortsteile Lauenhain und Tanneberg eine gemeinsame Ortschaftsverfassung und einen gemeinsamen Ortschaftsrat. Seit 2008 gehört die Stadt Mittweida mit ihren Ortsteilen zum neu gebildeten Landkreis Mittelsachsen.

### Entwicklung der Einwohnerzahl
| Jahr | Einwohnerzahl                                                     |
| ---- | ----------------------------------------------------------------- |
| 1552 | 21 besessene Mann, 53 Inwohner                                    |
| 1764 | 26 besessene Mann, 1 Gärtner, 10 Häusler, 17 Hufen je 12 Scheffel |
| 1834 | 352                                                               |
| 1871 | 474                                                               |
| 1890 | 524                                                               |

| Jahr | Einwohnerzahl |
| ---- | ------------- |
| 1910 | 764           |
| 1925 | 770           |
| 1939 | 1186          |
| 1946 | 1473          |
| 1950 | 1399          |

| Jahr | Einwohnerzahl |
| ---- | ------------- |
| 1964 | 1171          |
| 1990 | 867           |
| 2014 | 844           |
| 2020 | 849           |

## Politik
Der Ortschaftsrat Lauenhain-Tanneberg wurde zuletzt 2019 gewählt und besteht aus sieben Mitgliedern.

## Religion
Kirchlich gehörte Lauenhain bereits um 1555 zu Mittweida. Die evangelischen Kirchenmitglieder gehören heute zur Evangelisch-lutherischen Kirchgemeinde Mittweida.

## Wirtschaft und Verkehr
Lauenhain war bis zum Anfang des 20. Jahrhunderts ein landwirtschaftlich geprägtes Bauerndorf. Im Zuge der Industrialisierung entstanden in der Zeit von 1924 bis 1927 mehrere Ein- und Mehrfamilienhäuser für Arbeiter der nahe gelegenen Stadt Mittweida.
Anschluss an die Bahnstrecke Riesa–Chemnitz besteht in Mittweida und im Nachbarort Erlau.

## Sehenswürdigkeiten

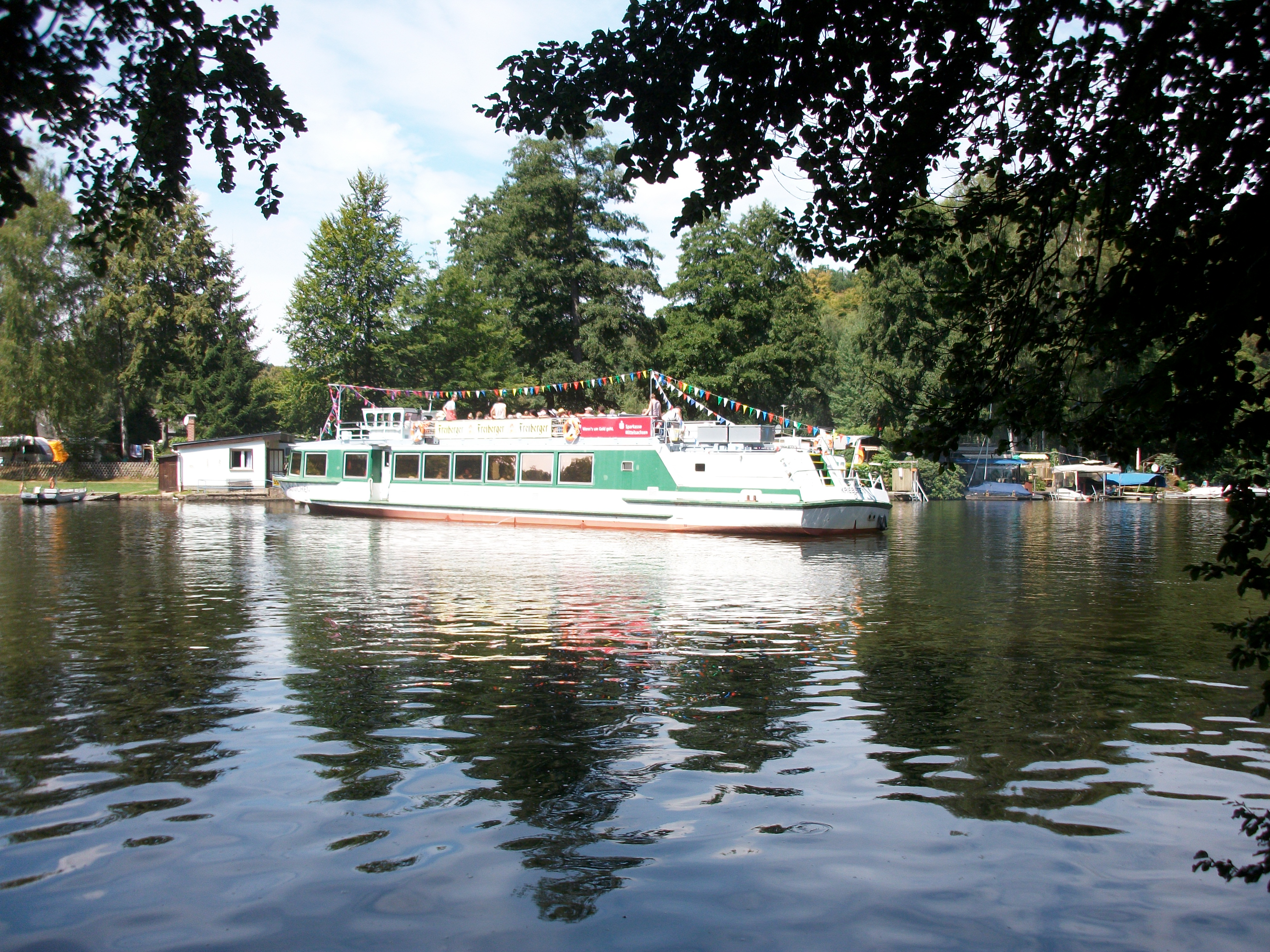
Anlegestelle bei Lauenhain

- Talsperre Kriebstein: zwischen 1927 und 1929 entstand in der Nähe des Orts die Talsperre Kriebstein durch Anstauung der Zschopau. Lauenhain, das an das obere Ende der Talsperre grenzt, besitzt mehrere Anlegestellen für Motorboote sowie während der Saison eine Kahnfährverbindung nach Ringethal. Weiterhin besteht während der Saison die Möglichkeit, Motorbootsfahrten nach Kriebstein und zur Mittweidaer Aue oder Rundfahrten über die Zschopau zu unternehmen.[8]

- Naturlehrpfad über den Wappenfelsen, am Tanneberger Felssturz vorbei bis zum Stausee[9]

- Zschopautal-Gebietswander- und Radweg durch das Landschaftsschutzgebiet „Talsperre Kriebstein“

## Belege
1. ↑  Mittweida in Zahlen (Memento vom 10. August 2014 im Internet Archive), abgerufen am 31. Juli 2014
2. ↑  Karlheinz Blaschke, Uwe Ulrich Jäschke: Kursächsischer Ämteratlas. Leipzig 2009, ISBN 978-3-937386-14-0; S. 70bsp; f.
3. ↑  Geschichte des Orts Lauenhain auf www.suender.org
4. ↑  Die Orte des Amts Frankenberg-Sachsenburg im 19.Jahrhundert im "Handbuch der Geographie", S. 63
5. ↑  Die Amtshauptmannschaft Rochlitz im Gemeindeverzeichnis 1900. Archiviert vom Original (nicht mehr online verfügbar) am 29. Juli 2024; abgerufen am 21. Juli 2025.
6. ↑  Webseite der Talsperre Kriebstein
7. ↑  Lauenhain im Geschichtlichen Ortsverzeichnis des Vereins für Computergenealogie, abgerufen am 25. Juli 2025.
8. ↑  Fahrplan der Fahrgastschiffe auf der Talsperre Kriebstein
9. ↑  Wanderwege an der Talsperre Kriebstein auf der Homepage des Stausees